# Селимов, Алим Максимович
Али́м Максимович Сели́мов (бел. Алім Максімавіч Селімаў, лезг. Селимов Максиман хва Алим, род. 26 января 1983 года, с. Касумкент, Сулейман-Стальский район, Дагестанская АССР, РСФСР, СССР) — белорусский борец классического стиля. Двукратный чемпион мира по греко-римской борьбе (2005, 2011). Заслуженный мастер спорта Республики Беларусь (2012). Был признан лучшим спортсменом Беларуси по итогам 2011 года. 2015—2018 — генеральный директор футбольного клуба «Динамо» Минск. С 2018 года — директор футбольной академии клуба «Динамо-Брест». 25 мая 2021 года назначен председателем Белорусской федерации борьбы.

## Биография
Родился младшим среди 4 детей в семье; лезгин по национальности (по отцу, мать — агулка). Отец ушёл из жизни, когда Алиму было 5 лет, поэтому его воспитанием занимался и старший брат, который увлекался борьбой и в дальнейшем стал тренером. Посещал детскую художественную школу (иногда рисует и в настоящее время), детскую музыкальную школу (барабан). С 9 лет занимался в секции вольной борьбы. Закончил 9 классов общеобразовательной школы в Касумкенте, где работала и его мать — учительницей русского языка и литературы.
По окончании 9 классов поступил в профессиональный Республиканский промышленно-экономический колледж № 1 в г. Махачкала (Дагестан). Участвовал в международных молодёжных первенствах России, был чемпионом Дагестана среди юношей. Однако испытывал серьёзные материальные трудности. Для поездки на очередные спортивные сборы пришлось одалживать деньги по друзьям и знакомым, в результате чего Алим не успел к автобусу. Старший товарищ, узнав о происшедшем, посоветовал съездить в г. Мозырь Гомельской области, где дядя товарища — М. Э. Эскендаров, также уроженец Дагестана — работал тренером-преподавателем по греко-римской борьбе. Хотя вначале Алим не рассчитывал остаться в Беларуси, М. Эскендаров, после нескольких тренировок, предложил ему переехать в Мозырь, и затем помогал в устройстве на новом месте.
С 1999 г. тренировался у М. Эскендарова в Гомельской специализированной детско-юношеской школе олимпийского резерва профсоюзов по борьбе (г. Мозырь). Из-за травмы, произошедшей ещё в Махачкале, перешёл из вольной борьбы в греко-римскую. Затем учился в Гомельском государственном училище олимпийского резерва по специальности «тренер по виду спорта».

«…Очень люблю этот город [Гомель], поскольку провел в нём, возможно, самые знаковые для человека годы. […] Я приехал сюда практически нулевым спортсменом, вырос здесь и как борец, и как личность. Меня сделали белорусские тренеры. Добился всего в честной конкурентной борьбе.»
— Из интервью, 2015.
В 2005 году А. Селимов в составе сборной Беларуси стал чемпионом мира по греко-римской борьбе, в финальной схватке победив олимпийского чемпиона Алексея Мишина. В 2006 году, являясь спортсменом-инструктором национальной команды по греко-римской борьбе, награждён медалью «За трудовые заслуги».
Окончил факультет физической культуры Гомельского государственного университета имени Франциска Скорины (2009). Прошёл срочную службу в армии. В 2010 году поступил на факультет истории и социологии Гродненского государственного университета имени Янки Купалы заочно. В 2011 году в Стамбуле повторил спортивный успех, став двукратным чемпионом мира.
Является первым дагестанцем, взявшим титул чемпиона мира в этом виде спорта. Имеет титулы бронзового призёра чемпионата мира среди военных, двукратного чемпиона Дагестана, чемпиона Беларуси (2002), чемпиона Польши (2003). 12 января 2015 года назначен на должность генерального директора футбольного клуба «Динамо-Минск» и проработал на этом посту до 3 апреля 2018 года.
с 2018 года назначен на должность директора академии футбольного клуба «Динамо-Брест».

«Беларусь — это моя вторая Родина. Но в душе я все-таки дагестанец, и я горжусь этим. В общем, я белорусский дагестанец. Наши народы, кстати, даже немного похожи. […] Белорусский язык? Понимаю я всё, говорить тоже могу. Нельзя же столько лет прожить в стране и не знать языка. Поначалу у меня, правда, плохо получалось. В училище история Беларуси была на белорусском, и мне надо было как-то учить. Так мне мой друг Сергей Перников переводил то, что написано в книге, на русский язык, а я писал конспект и потом учил.»
— Из интервью, 2011.
22 мая 2025 года делегатами отчетно-выборной конференции Белорусской федерации борьбы перевыбран председателем БФБ на новый четырехлетний срок. В 2021 году сменил в этой должности золотого медалиста Олимпиады в Сеуле-1988 Камандара Маджидова.

## Семья
Жена — Анастасия (по специальности — учительница английского языка), имеют двух детей. В Минске живёт также двоюродный брат Алима по отцу; дядя по отцу Назим Селимов (ум. 2002) прошёл путь от рабочего до генерального директора радиотехнического завода «Лёс» в г. Барань Оршанского района Витебской области.